# Силікоз
Силіко́з (від лат. silex — кремінь) — захворювання людини, яке спричинює шахтний пил, що містить вільний діоксид силіцію, при тривалому його вдиханні. Силікоз відносять до професійних захворювань, є незворотним і невиліковним захворюванням, яке може призвести до розвитку раку легенів.

## Загальний опис
Це найпоширеніша форма пневмоконіозу, перебіг якої особливо обтяжений. Захворювання набуло значного поширення з кінця XIX століття, головним чином у зв'язку з розвитком гірничорудної промисловості та машинобудування, де в процесі виробництва створюється пил, який містить вільний силіцію (IV) оксид.
Найчастіше силікоз зустрічається:
1. У гірничорудній промисловості — в осіб, які добувають золото, олово, мідь, вольфрам та інші корисні копалини, які залягають у породі, що містить кварц (бурильники, робітники прохідницьких бригад).
2. У машинобудівній промисловості у робітників ливарних цехів (обрубники, землероби, вибивальники).
3. На виробництві вогнетривких і керамічних матеріалів — у робітників, зайнятих виготовленням динасу, шамоту та інших вогнетривких виробів, а також ремонтом промислових печей та на іншими операціями у металургійній промисловості.
4. У прохідників тунелів, у робітників, зайнятих помелом піску, обробкою і переробкою кварцу, граніту та інших порід, які містять вільний силіцію (IV) оксид.

## Патогенез
Зміни в легенях внаслідок дії пилу настають, як правило, після тривалої роботи. Розвиток захворювання залежить від кількості пилу, який потрапив в організм, вмісту в ньому вільного силіцію (IV) оксиду, а також схильності організму до захворювання. Останнє має велике значення, зважаючи на той факт, що не всі робітники, які вдихають кварцовий пил, за однакових умов праці захворюють на силікоз.
Механізм виникнення і розвитку силікозу дуже складний і повністю не розкритий. Якщо розглядати це питання в історичному аспекті, то треба перш за все сказати про так звану механічну теорію виникнення і розвитку фіброзного процесу в легенях. Розробники цієї теорії надавали виняткового значення в розвиткові фіброзного процесу твердості і формі пилових частинок, зокрема кварцу. З точки зору прихильників цієї теорії, фіброзні зміни в легенях є результатом механічного подразнення, мікротравматизації легеневої тканини. Згодом її заперечили, хоча й сьогодні певного значення надають механічному фактору в розвиткові пилового пневмосклерозу.
На зміну механічній прийшла токсико-хімічна теорія, яка пояснювала розвиток силікотичного фіброзу токсичною дією на легеневу тканину силікатної кислоти, що є продуктом поступового розчинення кремнезему.

Надалі було запропоновано багато гіпотез щодо механізму виникнення і розвитку фіброзу (інфекційна, п'єзоелектрична), які не одержали належної підтримки.

На сьогодні найпоширенішими є дві теорії: колоїдно-адсорбна та імунологічна.

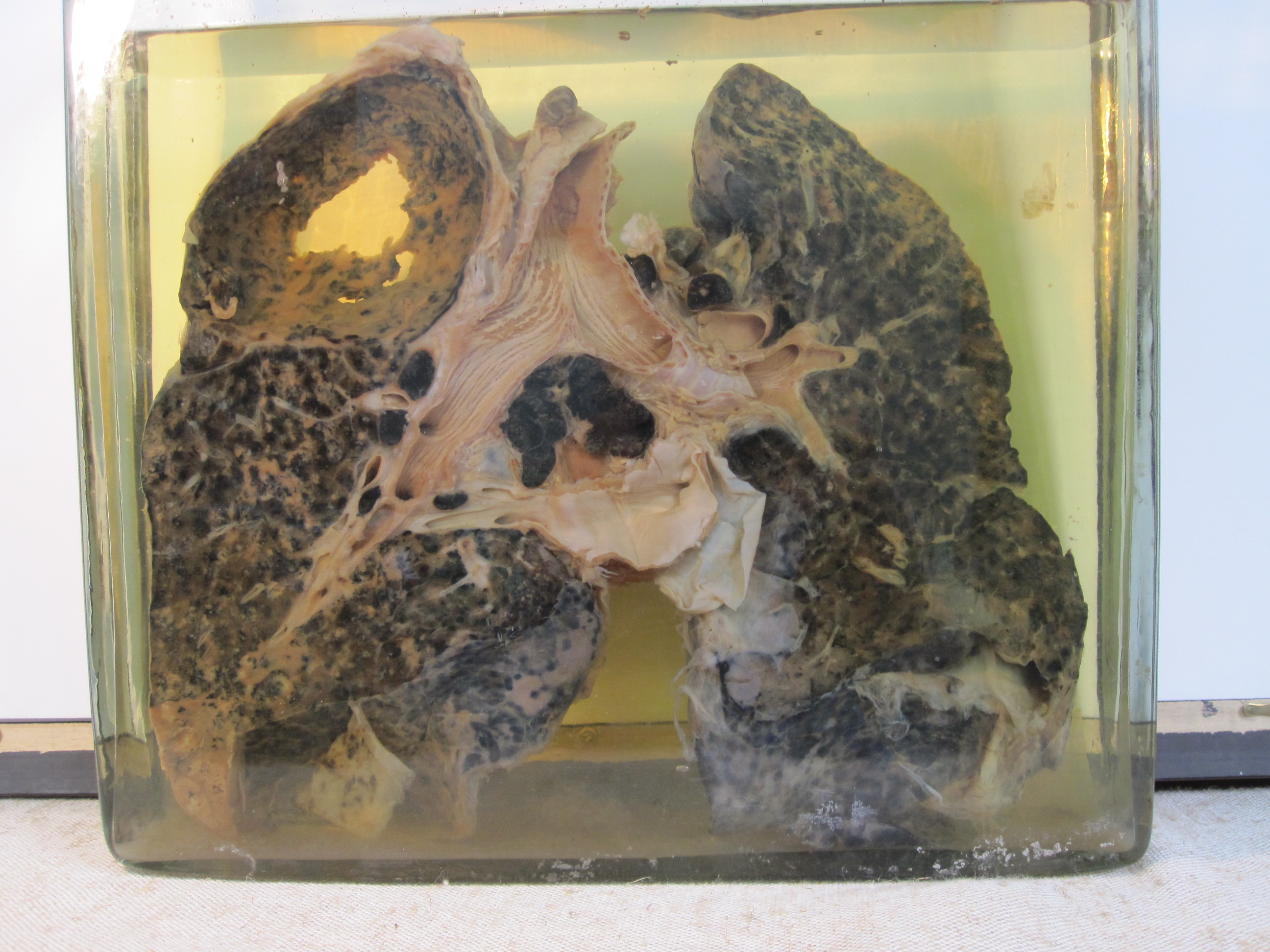
Легені шахтаря, який хворів на силікоз і туберкульоз

## Клінічна симптоматика
Хворі на силікоз в основному скаржаться на біль у грудній клітці, задишку, кашель.
Скарги на відчуття поколювання в грудній клітці, переважно в ділянці лопаток і під лопатками, мають на ранніх стадіях силікозу непостійний характер. Клінічний характер больових відчуттів свідчить про плевральне їх походження, подразнення, мікротравматизацію плеври і розвиток у ній реакції сполучної тканини на депонований пил. У міру розвитку патологічного процесу утворюються спайки плеври, склероз субплевральної тканини, що заважає вільному вирівнюванню легеневої тканини і зумовлює відчуття болю.
Задишку вважають одним із провідних симптомів силікозу. Скарги на неї з'являються уже на ранніх стадіях силікозу, спочатку під час роботи, що свідчить про приховану дихальну недостатність. Лише на пізній стадії захворювання задишка турбує хворих навіть під час незначного фізичного навантаження і дуже рідко — у стані спокою (ускладнені форми силікозу). Задишка зумовлена багатьма механізмами: на початкових стадіях, мабуть, не можна виключити рефлекторний спазм дрібних бронхів і бронхіол; надалі посилення задишки пояснюють прогресуючим фіброзом і емфіземою, які обмежують дихальну поверхню легенів, а також приєднанням серцево-судинної недостатності.
Кашель, сухий, або з невеликою кількістю слизового в'язкого мокротиння починає турбувати хворих на силікоз також на початковій стадії захворювання. У легенях при цьому можна прослуховувати на фоні везикулярного або жорсткого дихання розсіяні сухі хрипи, іноді дрібнопухирчасті або субкрепітаційні хрипи на невеликій ділянці нижнього краю легенів. Ці аускультативні дані відповідають виникненню в бронхіальному дереві первинної катаральної реакції на пил, яка може поширюватися від трахеї до найменших бронхів і бронхіол.
Надалі (II і III стадії захворювання) сухі хрипи то прослуховуються, то ні.
Таким чином, проникнення кварцового пилу в бронхи вже в ранній термін призводить до катаральної реакції в їх слизовій оболонці, аж до бронхіол. Але внаслідок гідрофільних властивостей кварцового пилу мокротиння, яке утворюється, стає густим, в'язким, що не дає змоги легко його відхаркувати.
З розвитком процесу катаральна реакція поступається місцем атрофічним і дегенеративним змінам, що супроводжується пошкодженням епітелію і його десквамацією. Ці дані пояснюють бідність клінічних симптомів бронхіту при силікозі.
Стадія І. Хворі скаржаться на задишку під час значного фізичного навантаження, біль у грудній клітці без чіткої локалізації, непостійний сухий кашель. Об'єктивно визначають ознаки базальної емфіземи, аускультативно — жорстке, в деяких місцях дещо послаблене везикулярне дихання.

На рентгенограмі легенів при силікозі І стадії спостерігають двобічне посилення і деформацію легеневого малюнка, помірне ущільнення і зміну структури коренів легенів. При вузликовій формі силікозу на фоні зміненого легеневого малюнка з'являється невелика кількість дрібноплямистих тіней середньої інтенсивності розміром від 1 до 2 мм, розташованих переважно в нижніх і середніх відділах легенів. Нутрощева плевра праворуч нерідко буває стовщеною.
Стадія III. Характеризується задишкою у стані спокою, інтенсивним болем у грудній клітці, кашлем з виділенням мокротиння, можливі напади ядухи.

Над легенями перкуторно визначається чергування ділянок коробкового звуку з тупим і аускультативно — ослабленого дихання з жорстким.
Рентгенологічне при силікозі III стадії утворюються масивні затемнення на фоні змін, характерних для II стадії. Крім того, нерідко спостерігають виражені плевродіафрагмові і плеврокардіальні спайки, бульозну емфізему.

## Лікування
Силікоз, як один з видів пневмоконіозів, невиліковний, а розвиток хвороби — необоротний. Єдиний спосіб профілактики захворювання — поліпшення умов праці, запобігає вдихання пилу. Для цього може використовуватися поліпшення технології, герметизація обладнання, автоматизація, використання дистанційного керування і ізольованих кабін для операторів, ефективні місцеві вентиляційні відсмоктувачі й загальнообмінна вентиляція. Останнім, найбільш ненадійними і неефективним способом захисту є носіння респіраторів.
Основні підходи до лікування хворих на силікоз базуються на уявленні про механізм розвитку захворювання, характер морфологічних і функціональних змін, особливо перебігу та ускладнень.
У першу чергу треба мати на увазі, що хворі на силікоз І стадії за відсутності у них порушень функції зовнішнього дихання повинні бути раціонально працевлаштовані. Важливе значення має зміцнення загального стану організму, підвищення його захисних сил, зокрема шляхом тренування і загартовування. Для цього хворим треба рекомендувати гігієнічну гімнастику, прогулянки на свіжому повітрі. Значну роль відіграє раціональне харчування (спеціальна дієта, збагачена білками: 100—150 г сиру, з додаванням панкреатину або метіоніну в дозі 0,5—1 г на добу).
Серед засобів впливу на пневмоконіотичний процес відповідне місце посідає виведення із легенів пилу шляхом інгаляцій мінеральних вод різного складу. Позитивний їх вплив позначається на стані слизової оболонки трахеї і великих бронхів.
Поступовість розвитку фіброзного процесу при силікозі стала підґрунтям для клінічного застосування глюкокортикоїдів. Але потім було з'ясовано, що хворим з неускладненим силікозом кортикостероїдні препарати давати не треба, їх можна призначати тільки хворим із поєднанням силікозу і ревматоїдного артриту, бронхіальної астми, а також за наявності швидкопрогресуючого силікозу.
Однак досі не існує єдиної думки щодо ефективності цього препарату; є дані про побічну дію ПВНО (гонадотропна, канцерогенна). Крім того, деякі клінічні випробування не встановили лікувального ефекту цього препарату. Тому пошук ефективних полімерів, здатних затримувати розвиток фіброзного процесу в легенях, продовжується.
Є позитивні дані відносно застосування в терапії хворих на силікоз глутамінової кислоти. Це стримує розвиток силікозу в експерименті, знижує рівень прогресування і зумовлює зворотний розвиток пилового фіброзу в легенях.
Патофізіологічним порушенням, яке виникає вже при початкових ознаках силікозу, є киснева недостатність. Тому в терапії хворих на силікоз треба застосовувати оксигенотерапію, препарати, які стимулюють діяльність дихального центру. Крім патогенетичних методів лікування суттєве місце в терапії хворих на силікоз відведено симптоматичній терапії.
Із фізіотерапевтичних методів лікування добре зарекомендували себе: ультразвук, особливо у хворих з неускладненим силікозом І стадії за наявності в них больового синдрому, кашлю, порушення дренажної функції бронхів і бронхіальної прохідності, а також електрофорез різних лікарських засобів, залежно від наявності того чи іншого клінічного синдрому.
Певне місце в лікуванні хворих на силікоз посідають препарати, які підвищують загальну реактивність організму.
Лікувальні заходи повинні бути спрямовані також на усунення ускладнень (розвиток легеневого серця, серцево-судинної недостатності, пневмонії).